# Estádio Zezinho Magalhães
O Estádio Zezinho Magalhães, conhecido por Jauzão, é um estádio de futebol localizado na cidade de Jaú, no estado de São Paulo, atualmente tem parceria com a Prefeitura de Jaú e tem capacidade para 12.978 pessoas.
O estádio foi construído em homenagem a José Maria Magalhães de Almeida Prado, que foi presidente do clube e prefeito da cidade na década de 1950, e substituiu o antigo estádio Artur Simões que havia sido construído em tempo recorde de 10 dias no ano de 1951.

## História do estádio
O XV já havia ingressado no profissionalismo, quando no tempo recorde de 10 dias, foi erigido o Estádio Artur Simões, numa área doada pela família do homenageado e que, por longo tempo foi o reduto verde-amarelo. E mais que isso, palco de memoráveis jornadas. Com o passar dos anos, o velho e lendário estádio já não mais acompanhava a evolução; foi desativado e aquela área de terra transformou-se num recanto residencial. A venda daquela gleba resultou na aquisição do terreno para que se pudesse construir uma nova praça de esportes dentro de uma concepção arquitetica compatível com os nossos dias e que pudesse transformar em realidade, o sonho da massa quinzista.
Assim nasceu o Estádio Zezinho Magalhães, numa homenagem aquele que exercendo a presidência do verde-amarelo, foi um baluarte na campanha de ascensão da equipe jauense, da 2.ª para a 1.ª divisão de profissionais, em 1951. O projeto de autoria do renomado arquiteto Vila Nova Artigas começou a ser posto em prática em 1971 e dois anos depois o próprio quinzista era aberto ao público pela vez primeira para uma partida entre XV e Juventus, em comemoração ao aniversário da cidade, com entrada franca e presença de um dos maiores públicos já registrados em 14 anos de existência do próprio quinzeano, construção graças a colaboração dos esportistas e do poder público jauense.
De acordo com as estatísticas, os grandes índices de público e renda, em Jaú após o evento do Estádio Zezinho Magalhães, ficam por conta da partida inaugural em 15 de agosto de 1973, do jogo comemorativo a inauguração do vestiário principal entre XV e Palmeiras, no dia 1 de maio de 1975, e na divisão principal no dia 5 de junho de 1977, e no jogo entre o XV e Corinthians. 
Segundo a Federação Paulista de Futebol, o recorde oficial de público do estádio, foi na partida onde o XV de Jaú derrotou o Corinthians pelo placar de 3 x 0, jogo pelo Campeonato Paulista no dia 5 de junho de 1977, com público total de 24.533 pessoas
Em 18 de setembro de 2016 recebeu 9.483 pessoas no jogo entre XV de Jaú e Desportivo Brasil, o maior público dos últimos anos.[carece de fontes?]

### Dados do estádio
Compõem a praça de esportes, o gramado, com medidas acompanhando padrões estabelecidos e que anualmente é restaurado; dependências para abrigar, comodamente, 13 mil espectadores; secretaria, bares sanitários, cabines para imprensa falada, escrita e televisiva; vestiários; salas para os departamentos profissional e amador; uma sala de musculação; dois alojamentos para atletas profissionais e amadores; um refeitório; uma lavanderia e uma sala para o pessoal da administração.
Dispõem, ainda, de sistema de iluminação, composto de 78 refletores distribuídos em quatro torres, que geram 700 lux. A melhoria, obtida mediante convenio mantido pela Prefeitura Municipal de Jaú e a Secretaria de Esportes e Turismo do Estado de São Paulo, foi inaugurada em 5 de novembro de 1978, com a partida amistosa internacional entre o XV e o Cerro Porteño (Paraguai), vencida pela equipe da casa por 3 a 0.